# Музей Фиджи
Музей Фиджи (англ. Fiji Museum) — музей, расположенный в столице Суве в ботанических садах Терстона.

## История
Музей был основан в 1904 году объединением волонтеров «Музей друзей Фиджи». В течение XX века местоположение музея несколько раз менялось, прежде чем было перенесено в сады Терстона, а первоначальное местоположение находилось в старой ратуше. Музей был открыт в 1955 году губернатором Фиджи сэром Рональдом Гарви. В 2019 году было выдвинуто предложение о том, чтобы часть территории садов Тернстона могла быть отдана под строительство Высокой комиссии Индии, но против инициативы выступил директор музея Фиджи Сипириано Немани. В 2021 году бывшему директору музея Тимайме Сагале Буадромо отменили оправдательный приговор по обвинениям в коррупции и злоупотреблении служебным положением, и было назначено новое судебное заседание.
Музей является частью Сети музеев и изменения климата.

## Коллекции
В музее хранится самая важная коллекция фиджийских артефактов в мире. Центральным экспонатом коллекции музея является каноэ с двойным корпусом длиной 13 метров «Рату-Финау». Другие важные объекты включают в себя: штурвал с корабля HMS Bounty; экспонаты, связанные с каннибализмом, а также экспонаты, фиксирующие последствия колониального воздействия на острова. Имеется экспозиция о фиджи-индийской общине. Музей принимает устные предания и проводит археологические раскопки. В музее имеется коллекция современного искусства, а также есть коллекция рукописей.

## Исследования

### Археология и раскопки
Археологическим коллекциям музея насчитывается 3700 лет. Остеологический материал из археологической коллекции был использован для стабильного изотопного анализа костного коллагена с целью определения процентного вклада человеческой плоти в доисторический рацион. Результаты исследования показали, что этот показатель был низким для каждого лауанца.
Музей организовал и участвовал в археологических раскопках на островах, в том числе:
- Исследовательский проект «Сингатока» (1967 год), который включал участки в Сингатоке и других местах для изучения предыстории Полинезии[15][16].
- Пляж Роув, остров Вити-Леву (2003 год) для исследования поселения лапита[17].
- Острова Маманута и Малоло (2006 год)[18].
- Чикобиа-и-Ра — для исследования практики захоронения[19].
- Церемониальный курган Наватанитаваке на острове Бау (1970 год)[20].

### Совместная деятельность
В 2021 году музей подписал меморандум о взаимопонимании с четырьмя британскими музеями, чтобы отметить 50-летие Фиджи программой обмена знаниями. В соответствии с достигнутой договоренностью сотрудники музея Фиджи будут предоставлять культурную информацию об артефактах iTaukei, хранящихся в британских коллекциях.

## Галерея

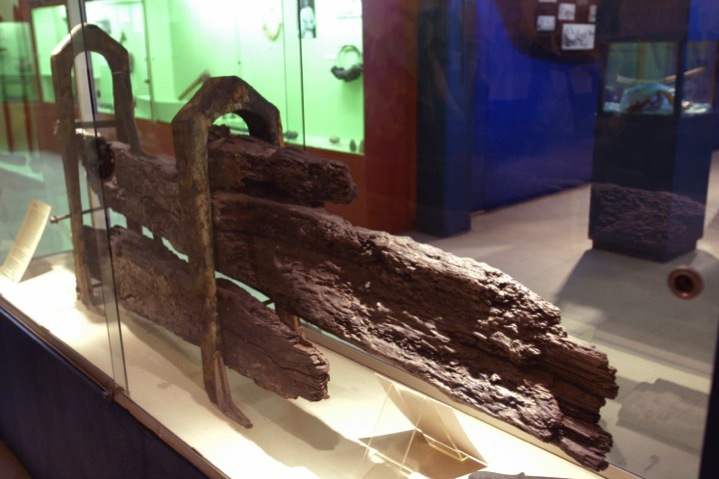
Штурвал из HMS Bounty
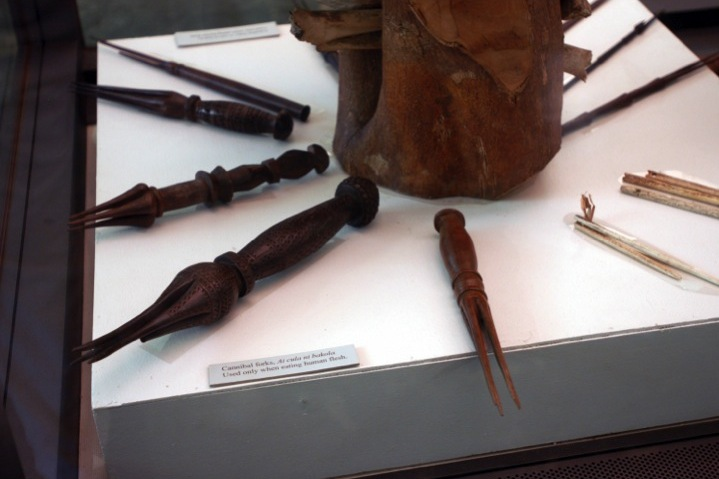
Вилки, используемые в каннибалистических практиках
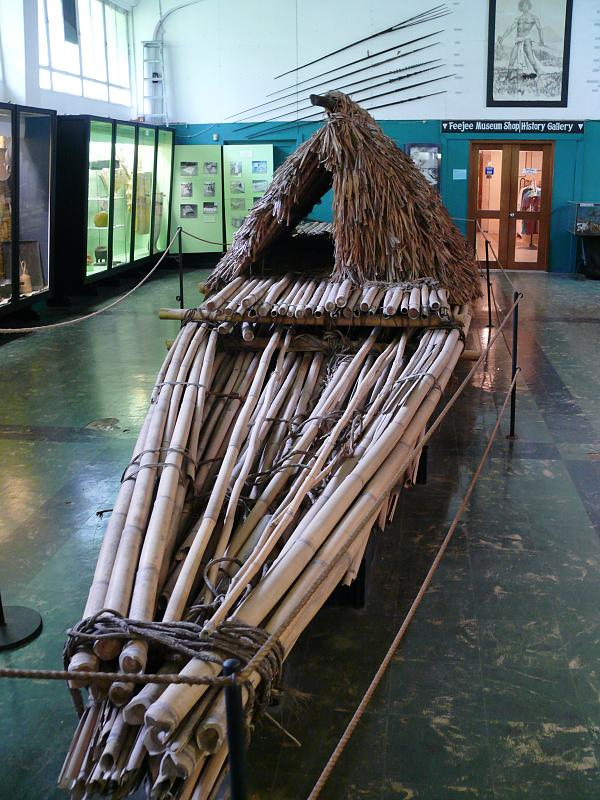
Фиджийский плот
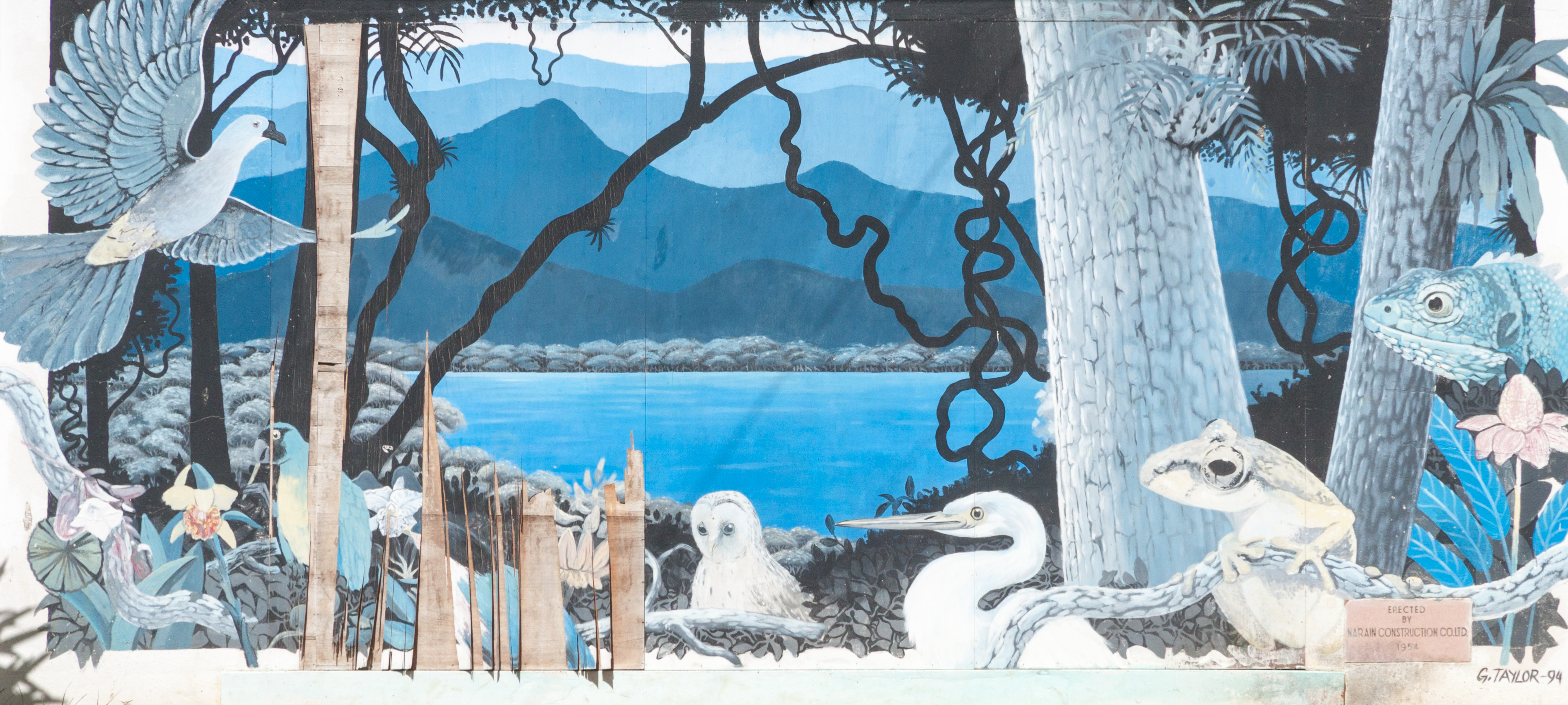
Фреска в музее Фиджи
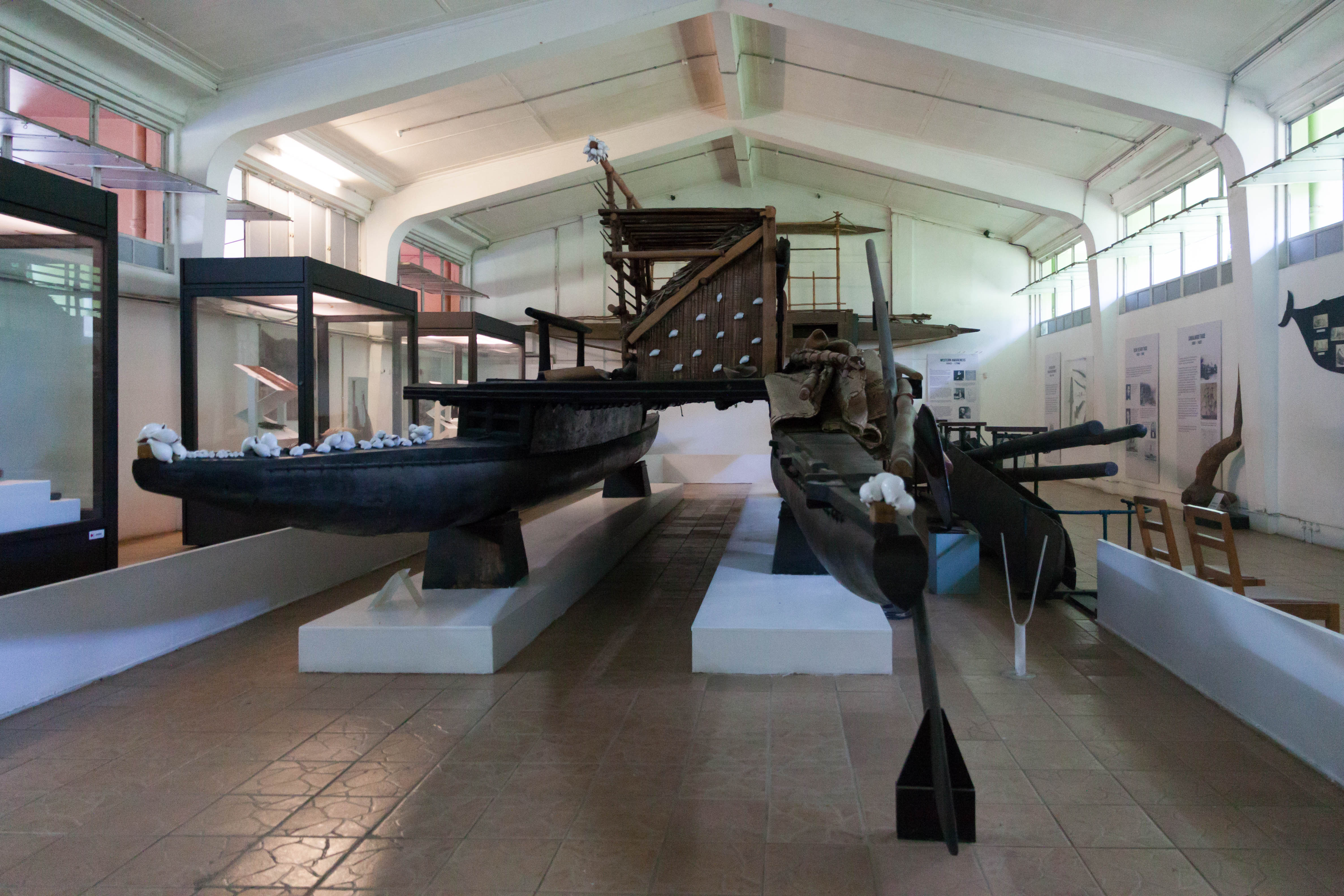
«Рату-Финау» (1913), последнее каноэ с двойным корпусом